# Eustomias interruptus
Eustomias interruptus és una espècie de peix de la família dels estòmids i de l'ordre dels estomiformes.
Els adults poden assolir fins a 12,1 cm de longitud total. És un peix marí i d'aigües profundes que viu fins als 932 m de fondària que viu al sud-est del Japó.